# Gymnobela felderi
Gymnobela felderi é uma espécie de gastrópode do gênero Gymnobela, pertencente a família Raphitomidae.